# Australisch veedrijverspaard

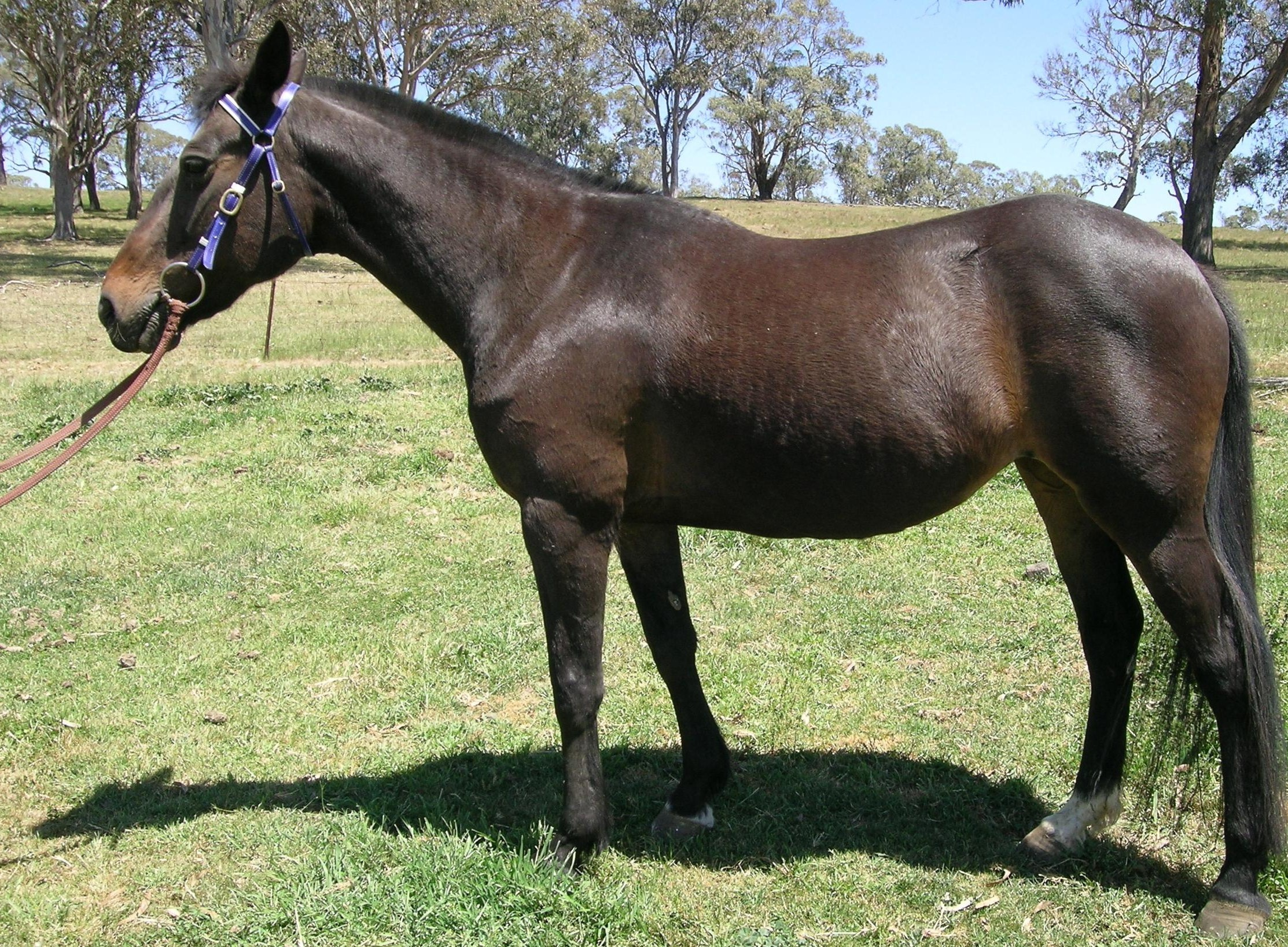
bruine merrie

Het Australisch veedrijverspaard (Engels: Australian Stock Horse) wordt nog steeds veel gebruikt op ranches over de hele wereld, maar hij is toch vooral gefokt op de omstandigheden in Australië. Het is een paard dat bekendstaat om gehoorzaamheid, beweeglijkheid en een goed temperament.

## Geschiedenis
In Australië zijn er nooit echt paarden ontstaan. De eerste paarden kwamen namelijk aan met de Engelsen in 1788. Deze eerste paarden waren vooral sterke berbers. Later kwamen er Engelse volbloeden, arabieren, Timorpony's, het Spaanse paard en Welsh Mountain pony's. De paarden werden geselecteerd op hun kracht om de zeereis te overleven en om het zware werk te doen op het land. Alleen met de sterkste paarden werd verder gefokt. Uit deze paarden werd de waler gevormd, waar het Australisch veedrijverspaard dan weer van afstamt. De waler was een uitstekend paard voor op een boerderij. Hij kon boomstronken om trekken, veedrijven en dagenlang achter elkaar stappen. De waler werd ook vaak in oorlogen gebruikt, omdat hij sterk genoeg was om een rijder en wapenuitrusting te dragen. Door deze oorlogen en de industrialisatie werd de waler met uitsterven bedreigd. De overgebleven walers werden gekruist met rijpony's, de percheron en het quarter horse, waaruit de Australische veedrijver ontstond.
In 1971 werd the Australian Stock Horse Society opgericht. De eerste paarden die in het stamboek werden opgenomen, werden beoordeeld en in klassen ingedeeld. Na zeven jaar werd het een gesloten stamboek. Sindsdien worden alleen nog nakomelingen van reeds ingeschreven paarden opgenomen.

## Uiterlijk
De stokmaat van het Australische veedrijverspaard is tussen de 1,50 en 1,70 meter. Hij kan ook alle kleuren hebben. Doordat dit paard uit arabieren en volbloeden is ontstaan, heeft hij veel weg van de anglo-arabier. Hij is intelligent, heeft een fijn hoofd en is compact maar wel goed gevormd. Deze paarden zijn gefokt op moed, uithoudingsvermogen en wendbaarheid. Dit is dan ook te zien aan de bouw. De borst van dit paard is dan ook diep en breed. Zijn hoeven zijn hard en goed gevormd.

## Gebruik
Dit paard wordt, zoals de naam al zegt, veel gebruikt op ranches in het binnenland van Australië. De Australische veedrijver wordt gebruikt in veel takken van de paardensport, zoals polo, polocrosse, dressuur, campdrafting (een Australische variant van westernrijden met vee), springen, eventing en endurance.

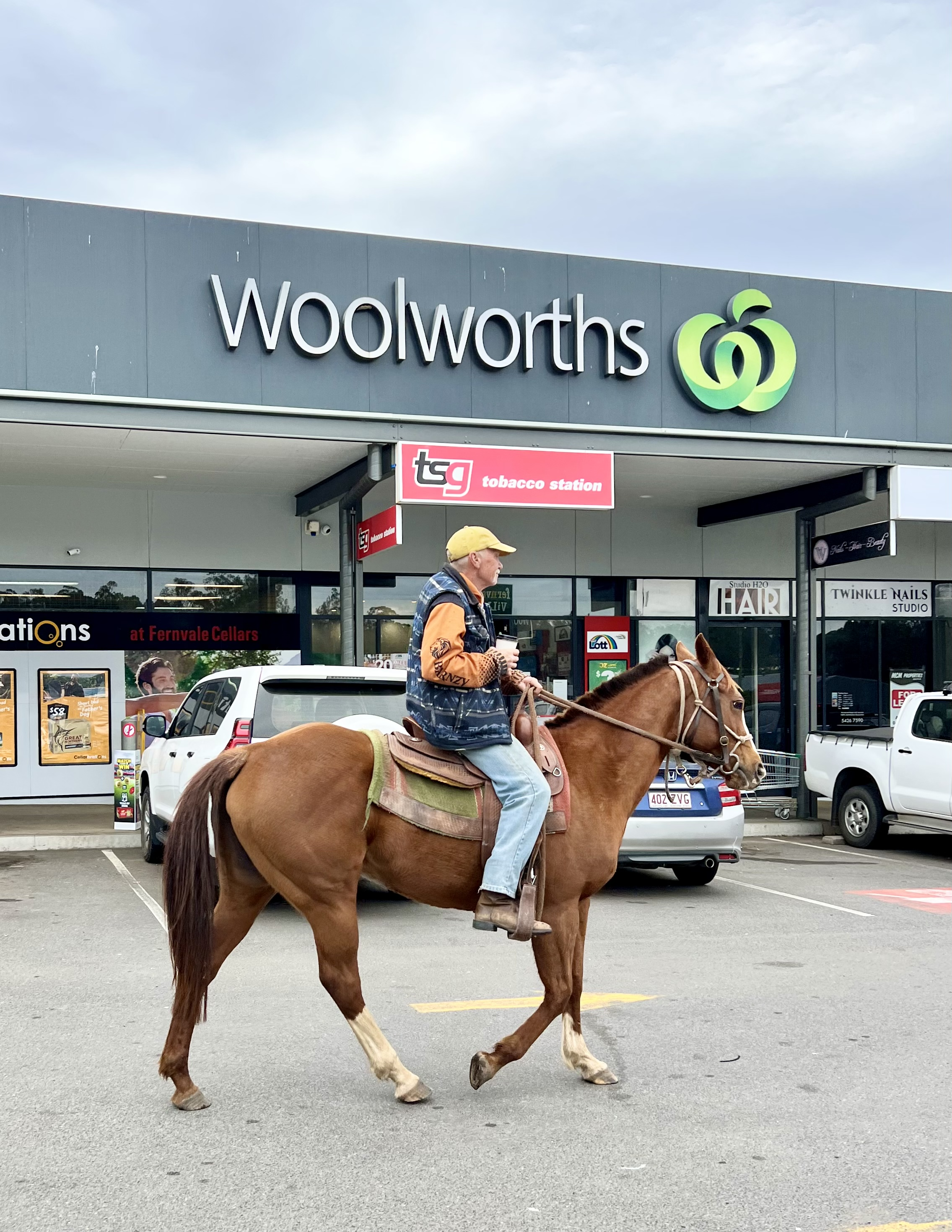
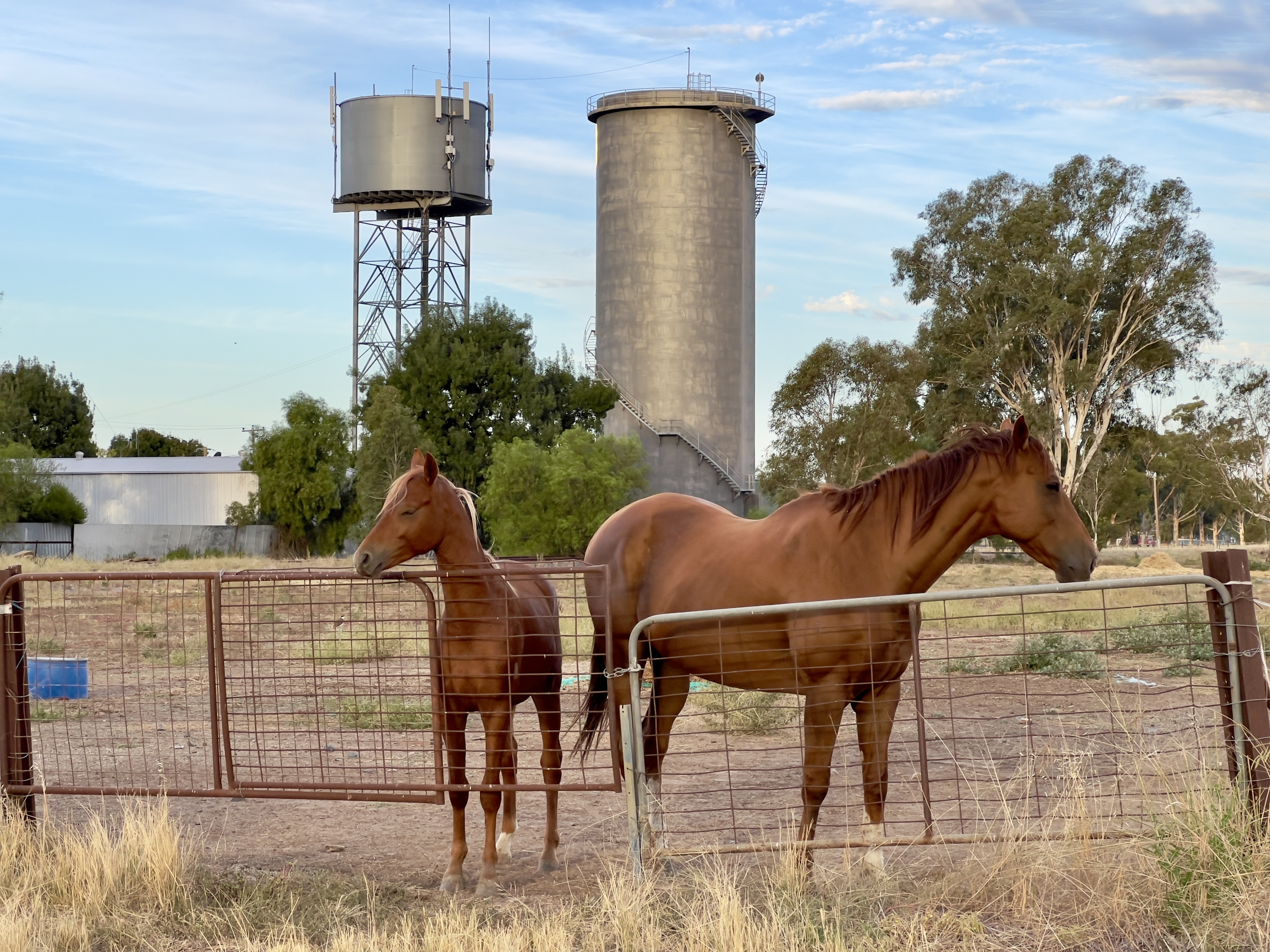